# 2520 Novorossijsk
2520 Novorossijsk este un asteroid din centura principală, descoperit pe 26 august 1976 de Nikolai Cernîh.